# Галина (телесеріал)
«Галина» — російський восьмисерійний драматичний телевізійний художній фільм, знятий у 2008 році режисером Віталієм Павловим.
Фільм розповідає про складну долю Галини Брежнєвої. Заснований на фактах реального життя дочки генерального секретаря ЦК КПРС Леоніда Ілліча Брежнєва.

## У ролях
- Людмила Нільська — Галина Брежнєва
- Олена Плаксіна — Галина Брежнєва (в молодості)
- Василь Бочкарьов — Василь Бронников
- Валерій Косенков — Леонід Брежнєв
- Сергій Бездушний — Леонід Брежнєв (в молодості)
- Наталя Позднякова — Вікторія Петрівна Брежнєва, мати Галини
- Наталя Харахорина — Вікторія Брежнєва, дочка Галини
- Валерій Афанасьєв — Євген Мілаєв
- Олександр Ільїн — Олександр Міров
- Ігор Євтушенко — Ігор Кіо
- Віктор Запорізький — Юрій Чурбанов
- Василь Савінов — Віктор Чебріков, Голова КДБ
- Людмила Дребнєва — Ірина Бугримова
- Раїса Конюхова — Зоя Федорова
- Олександр Сомов — Маріс Лієпа
- Олексій Нестеренко — Борис Буряце
- Олександр Числов — Зайчик
- Глорія Августинович — подруга Галі
- Олена Дороніна — дружина Броннікова
- Томаш Лещиньський — Володимир Висоцький
- Юрій Маслак- Кудряну

## Знімальна група
- Режисер і автор сценарію — Віталій Павлов
- Оператор — Микола Немоляєв
- Продюсери — Віктор Миколаїв, Олексій Піманов, Юрій Глоцер
- Художник-постановник — Катерина Гагаріна
- Композитор — Володимир Давиденко